# Ацетофенон
Аце́тофено́н (метилфенілкетон, C6H5COCH3) — жирноароматичний кетон.

## Добування
Ацетофенон отримують з бензену і ацетилхлориду (або оцтового ангідриду) в присутності хлоридів заліза або алюмінію реакцією Фріделя-Крафтса; окисленням етилбензену в рідкій фазі киснем повітря при 115—120 °C в присутності каталізаторів (бензоати кобальту, міді, марганцю, нікелю, свинцю, заліза).

## Властивості
Ацетофенон є безбарвною маслянистою рідиною, що має сильний запах черемхи. Добре розчиняється в етанолі, діетиловому етері, ацетоні, хлороформі, бензені. Розчинність води в ацетофеноні становить 1,65 % мас., Розчинність ацетофенону у воді — 0,55 % мас.
Ацетофенон володіє всіма хімічними властивостями, характерними для кетонів, а також ароматичних сполук.

## Застосування
Ацетофенон і деякі його похідні використовуються як ароматичні речовини в парфумерії. Крім того, ацетофенон володіє снодійною дією. Його похідне — хлорацетофенон — є сльозогінною речовиною.